# Frederik Holst
Frederik Lucas Holst (Copenaghen, 24 settembre 1994) è un calciatore danese, difensore del Fremad Amager.

## Caratteristiche tecniche
Terzino destro, può giocare come mediano o come interno di centrocampo.